# Pierre-Théophile Decoigne
Pierre-Théophile Decoigne, né le 13 mars 1808 à Saint-Philippe-de-Laprairie et mort exécuté à Montréal le 18 janvier 1839, est un patriote franco-canadien. 

## Biographie
Notaire à Napierville,, Decoigne est nommé capitaine de l'armée des Patriotes et prend part le 9 novembre 1838 à la bataille d'Odelltown. Capturé, il est condamné à mort pour avoir été un des meneurs du camp de Napierville et est pendu à Montréal à la prison du Pied-du-Courant. 
Jules Verne l'évoque dans son roman sur la révolte des Patriotes Famille-Sans-Nom (partie 2, chapitre XIV). 